# Bastó
|  | Per a altres significats, vegeu «Bastó (desambiguació)». |

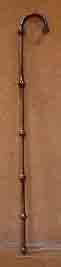
Bastó de canya de bambú

Un bastó, garrot o gaiato és una eina o una arma, de canya, de fusta (lledoner, castanyer, noguer, cirerer, caqui, boix, banús…), de rotang o d'altres materials generalment lleugers com ara l'alumini, el grafit; principalment usat per caminar en llocs difícils, útil per menar el bestiar, etc. Amb aquest útil, determinats pobles, han desenvolupat tècniques de combat molt elaborades, atès que és un element que no crida l'atenció, és fàcil de fabricar i no crea enveges ni sospites al poderós.
Com a eina té multitud d'utilitats i funcions entre elles es poden destacar
- Excursionisme, són molt populars els bastons extensibles fets amb materials lleugers.
- Ortopèdia, a més del bastó també s'usa la crossa.
- Esquí per ajudar-se a la impulsió.
- Indumentària
- Símbol de poder, llavors se l'anomena ceptre o bàcul, segons la seva mida; també qadib en el món musulmà.
- De manera cerimonial, el símbol dels Mariscals de Camp és el bastó de mariscal
- Arts marcials, Bo, Jo, Tambo
- Al Paleolític superior l'aparició de bastons de comandament fa suposar una certa estructura de societats amb la presència d'individus líders.